# 小行星4395
小行星4395（4395 Danbritt）是一颗绕太阳运转的小行星，为主小行星带小行星。该小行星于1981年3月2日发现。

## 轨道参数
小行星4395的轨道半长轴为2.9926789 UA，离心率为0.089。